# Mề

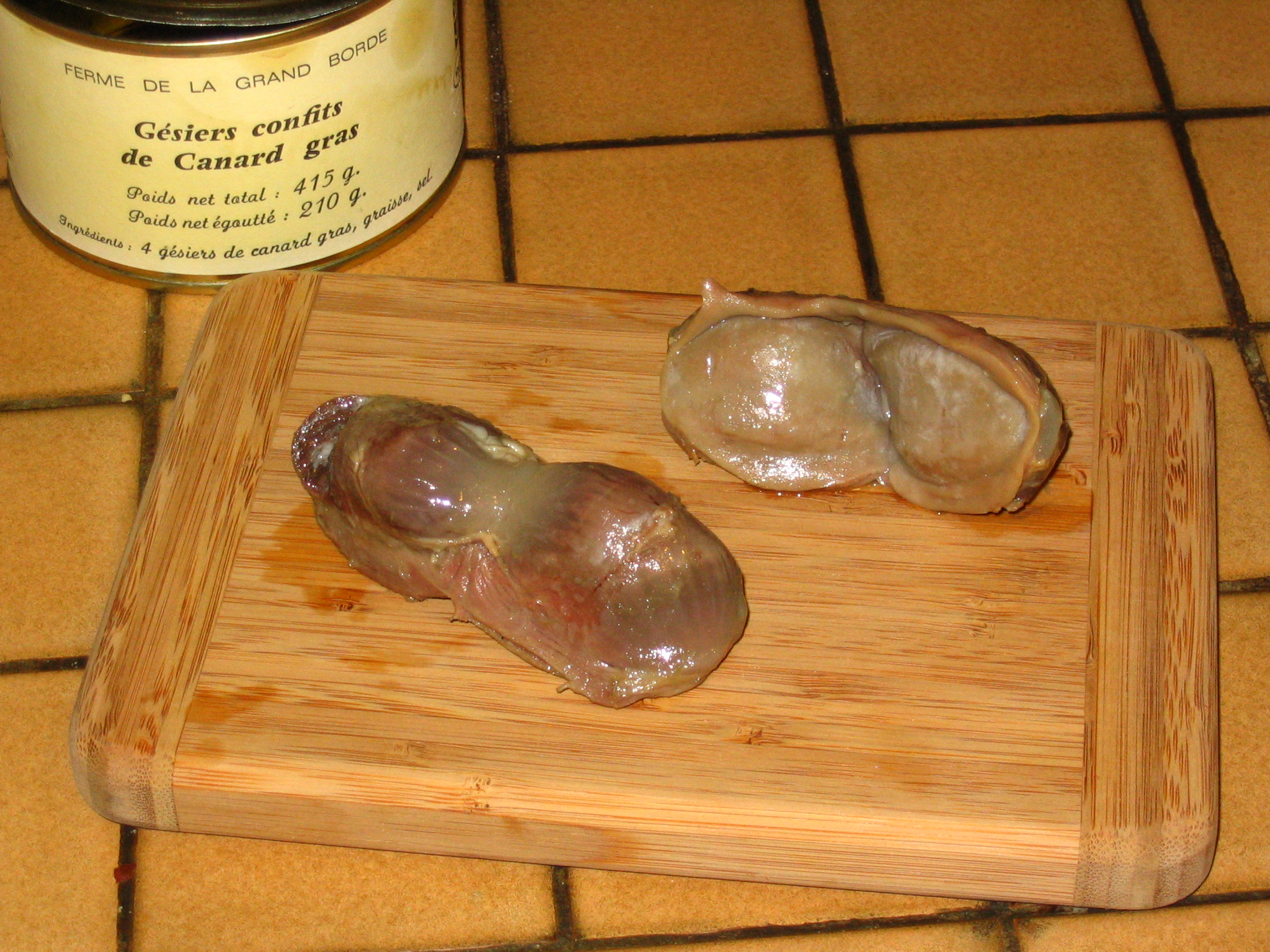
Mề vịt đã nấu chín

Mề là dạ dày, có vách dày và gồm những cơ mạnh để nghiền đồ ăn. Mề là nội tạng của nhiều loài động vật như khủng long, chim, khủng long bay, cá sấu, giun đất, vài loài cá và nhuyễn thể. Ở một số loài côn trùng hay nhuyễn thể, mề còn có chức năng như răng để nghiền thức ăn.

## Cấu tạo

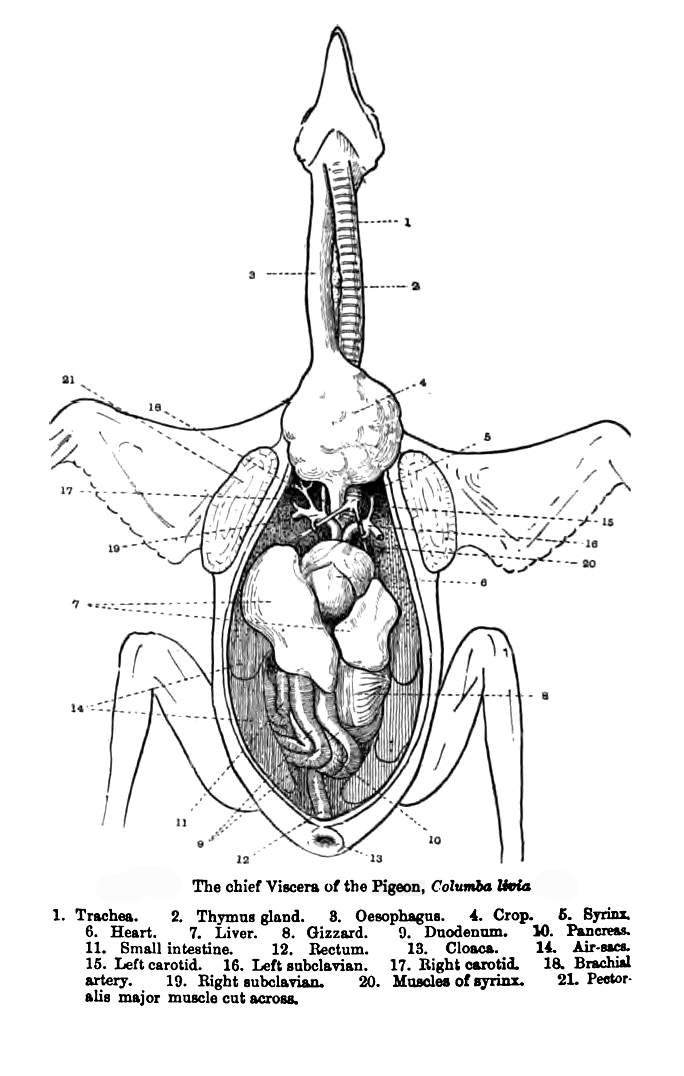
Mề (số 8) của bồ câu, ở bân phải của tá tràng giữa hai chân.

### Sỏi trong mề
Vài loài động vật không có răng thường nuốt đá nhỏ hoặc sỏi để tiêu hóa thức ăn cứng. Tất cả các loài chim đều có mề nhưng không phải loài nào cũng có thói quen nuốt sỏi

### Bò sát
Cá sấu và cá sấu Nam Mỹ cũng có mề.

### Chim
Tất cả các loài chim đều có mề. Mề của đà điểu, gà tây, gà và vịt là những món ăn ngon có tiếng.

### Crustaceans

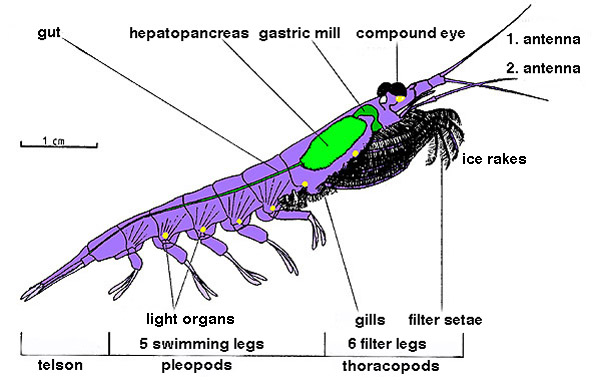
Cấu trúc cơ thể của nhuyễn thể – tôm phù du

Vài loài nhuyễn thể có mề

### Khủng long không bay
Vài loài khủng long được tin là có mề dựa vào dấu vết đá trong mề của hóa thạch như:
- Psittacosaurus
- Massospondylus
- Sellosaurus
- Omeisaurus
- Apatosaurus
- Barosaurus
- Dicraeosaurus
- Seismosaurus

### Khủng long bay
Vài loài có vẻ như có mề.

## Món ăn

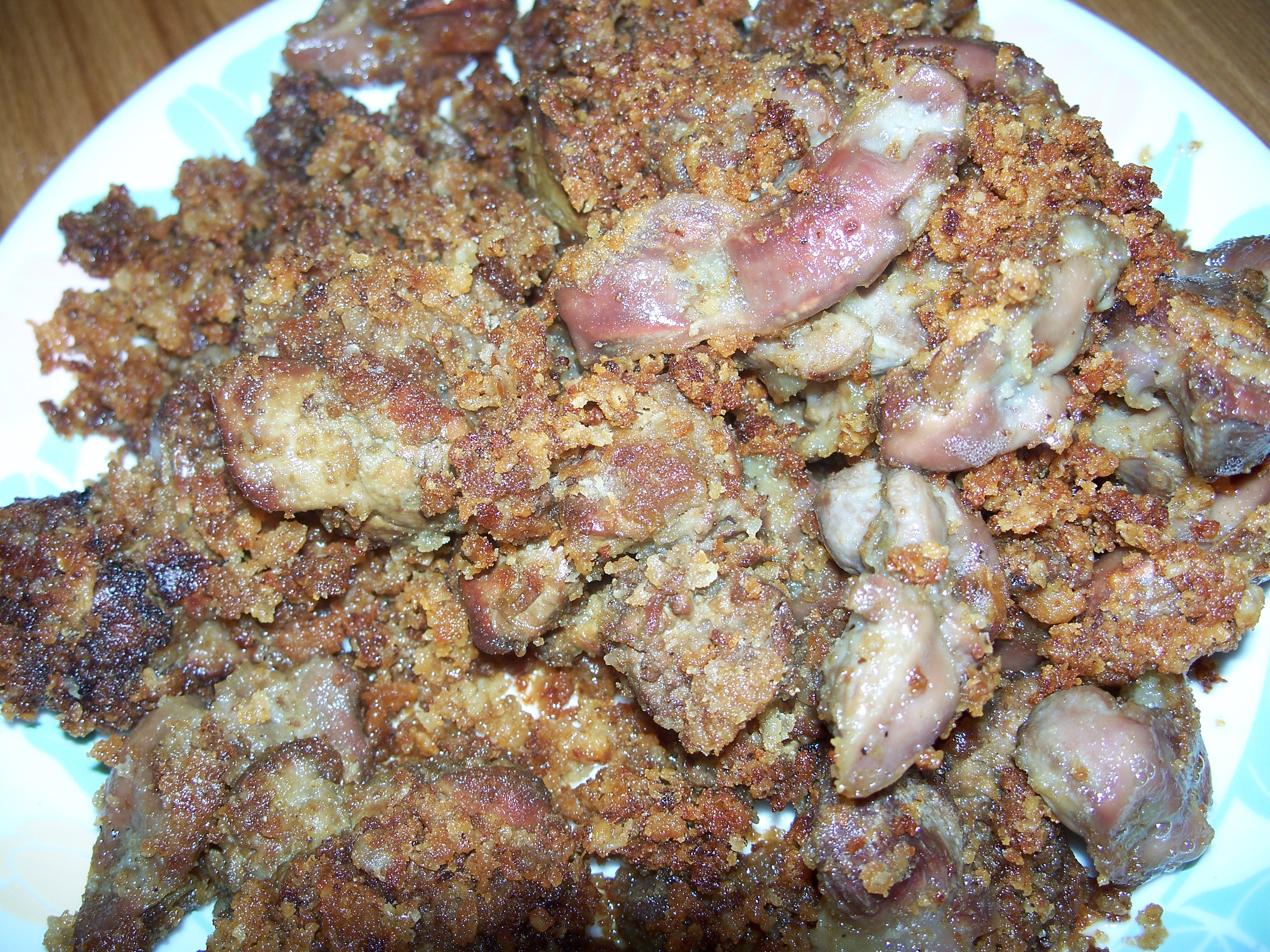
Mề và gan chiên

Mề của gia cầm là món ăn phổ biến trên thế giới.
Mề và khoai tây nghiền là món ăn phổ biến ở nhiều nước châu Âu.
Ở Pháp, đặc biệt là vùng Dordogne, mề vịt là nguyên liệu trong món rau trộn truyền thống Périgordian, cùng với óc chó, bành mì giòn vàxà lách.
Ở Ý Italy mề thường được trộn với các nội tạng khác khi nấu.
Từ Sangdana được dùng để chỉ mề gà ở Pakistan. Từ này được mượn từ tiếng Ba tư (Sang = đá và dana = nghiền).
Ở Nepal, mề gọi là jaatey hay pangra. Thường được dùng làm mồi nhậu.